# 승모판 협착
승모판 협착은 승모판 부분에 협착이 생겨나는 것이다.

## 원인
승모판 협착의 원인은 다양한 것이 있지만, 류마티스열로 인한 석회화가 주요 원인으로 꼽힌다.

## 증상
가장 흔한 증상으로 호흡 곤란이 있다.

## 진단
초음파 검사를 이용하여 진단한다.

## 치료
경피적 승모판 풍선성형술, 판막 치환술, 판막 성형술 등을 이용하여 치료한다.

## 참고 자료
- 서울아산병원: 승모판 협착